# Molestowice
Molestowice  (deutsch Mullwitz) ist ein Dorf in der Gmina Niemodlin, im Powiat Opolski, der Woiwodschaft Oppeln im Südwesten von Polen.

## Geographie

### Geographische Lage
Das Straßendorf Molestowice liegt etwa sieben Kilometer nordwestlich vom Gemeindesitz Niemodlin (Falkenberg) und etwa dreißig Kilometer westlich von der Kreisstadt und Woiwodschaftshauptstadt Oppeln. Molestowice liegt in der Nizina Śląska (Schlesische Tiefebene) innerhalb der Równina Niemodlińska (Falkenberger Ebene). Der Ort liegt an der heute stillgelegten Bahnstrecke Szydłów–Lipowa Śląska. 
Westlich von Molestowice befindet sich ein Basalt-Tagebau am Mullwitzberg (Molestowicka Góra).

### Nachbarorte
Nordwestlich von Molestowice liegt das Dorf Gracze (dt. Graase). Nordöstlich liegen die beiden Dörfer Magnuszowice (Groß Mangersdorf) und Magnuszowiczki (Klein Mangersdorf), östlich Szydłowiec Śląski (Schedlau), südwestlich Góra (Guhrau) und westlich Rutki (Rautke).

## Geschichte
Das Dorf wurde 1451 erstmals als Mullwitz erwähnt. 1543 erfolgte die Erwähnung als Molestowitz.
Nach dem Ersten Schlesischen Krieg 1742 fiel Mullwitz mit dem größten Teil Schlesiens an Preußen.
Nach der Neuorganisation der Provinz Schlesien gehörte die Landgemeinde Mullwitz ab 1817 zum Landkreis Falkenberg O.S. im Regierungsbezirk Oppeln. 1845 bestanden im Ort 31 Häuser, ein Vorwerk und ein Gasthaus. Im gleichen Jahr lebten in Mullwitz 159 Menschen, davon 6 katholische. 1855 lebten 587 Menschen im Ort. 1865 zählte das Dorf 4 Bauern, 13 Gärtner und 2 Häusler. Im gleichen Jahr zählte das Dorf 26 schulpflichtige Schüler, welche die Schule in Schedlau besuchten. 1874 wurde der Amtsbezirk Schedlau gegründet, welcher aus den Landgemeinden Groditz, Guhrau, Heidersdorf, Mullwitz und Schedlau und den Gutsbezirken Groditz, Guhrau, Heidersdorf, Mullwitz und Schedlau bestand. 1885 zählte Mullwitz 130 Einwohner. 1888 erhielt Mullwitz einen Anschluss an das oberschlesische Eisenbahnnetz an der Bahnstrecke Szydłów–Lipowa Śląska.
Zu Beginn des 20. Jahrhunderts hatte Molestowice 213 Einwohner und etwa 30 Wohnhäuser, mit einer Fläche von rund 363 Hektar. 1930 wurde in Mullwitz eine einklassige evangelische Schule eingerichtet. 1933 lebten in Mullwitz 184 Menschen. Im Jahr 1939 zählte das Dorf 213 Einwohner. Bis Kriegsende 1945 gehörte der Ort Mullwitz zum Landkreis Falkenberg O.S.
Ende des Zweiten Weltkriegs fanden rund um Mullwitz im Februar 1945 schwere Kämpfe statt. Hierdurch wurde ein Großteil der dörflichen Bebauung zerstört. 1945 kam der bisher deutsche Ort unter polnische Verwaltung und wurde in Molestowice umbenannt. Die verbliebene deutsche Bevölkerung wurde im Juni 1946 ausgewiesen. 1950 kam der Ort zur Woiwodschaft Oppeln. Auf der Bahnstrecke zwischen Gracze und Szydłów wurde 1996 der Personenverkehr eingestellt. 1999 kam der Ort als Teil der Gmina Niemodlin zum wiedergegründeten Powiat Opolski.

## Sehenswürdigkeiten
- Denkmal für Papst Johannes Paul II.